# Schußfahrt nach San Remo
Schußfahrt nach San Remo (Originaltitel: Les cracks) ist eine in Koproduktion zwischen Frankreich und Italien entstandene Filmkomödie aus dem Jahre 1968 mit dem Komiker Bourvil in der Hauptrolle.

## Handlung
Im Frankreich des Jahres 1900 soll es zum ersten großen Straßenradrennen von Paris nach San Remo kommen. Der gewiefte Tüftler Duroc hat extra für das Ereignis ein neuartiges und innovatives Rennrad entwickelt. Mit diesem Rad soll sein Schwager beim Rennen starten und dieses gewinnen. Duroc hat sich bei der Konstruktion finanziell übernommen, weshalb ihm nun die Gläubiger im Nacken sitzen, allen voran der pedantische Gerichtsvollzieher Mulot, dem Duroc in letzter Sekunde mit dem Rad entkommen kann.
Am Start angekommen erlebt Duroc eine böse Überraschung: sein Schwager hat sich einem Konkurrenzstall angeschlossen und will vom Rad und der Abmachung nichts mehr wissen. Wütend und auf Rache aus – sowie im Wissen um den verfolgenden Mulot – meldet Duroc sich mit dem Wunderrad selbst an und geht ins Rennen.
Und tatsächlich lässt Duroc durch seine Erfindung den Schwager sowie die Konkurrenz hinter sich und kann allen Eventualitäten wie Bergetappen und Reifenpannen trotzen. 
Bei einem Etappenziel kann Mulot schließlich doch Duroc und dessen Rad in Beschlag nehmen. Als er von dessen überlegener Technik hört, macht er dem Erfinder einen Vorschlag: Duroc bleibt straffrei, dafür muss er mit Mulot einen Rennstall bilden und an diesen Anteile abtreten. Trotz Mulots überkorrekten Anweisungen und den unfair agierenden Italienern bleibt Duroc in Front. Beim gefährlichen Schlusssprint nach San Remo kommt ihm gar zugute, dass seine Bremse durch einen Unbekannten sabotiert wurde. Als er kurz vor dem Ziel doch liegen bleibt, offenbart sich der Attentäter: Mulot selbst hat die Bremse durchtrennt, um den Sieg durch eine beinahe tödliche Schussfahrt noch zu ermöglichen. Wütend schleppt sich Duroc mit dem Rad in seiner Hand zum Sieg über die Ziellinie. Doch ihm ist das egal: am Schluss jagt er aufgebracht Mulot durch die Stadt.

## Kritik
„Weitgehend vergnügliche Unterhaltung, die ganz auf die Komiker Bourvil und Hirsch zugeschnitten ist.“